# Col du Télégraphe

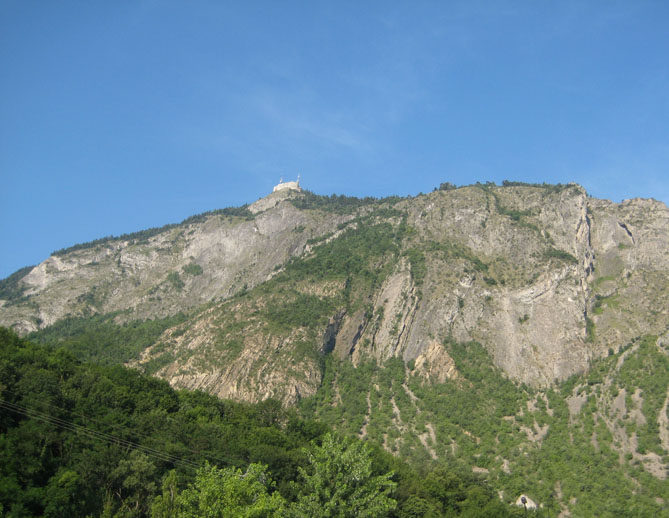
Col du Télégraphe

Col du Télégraphe är ett bergspass i de franska alperna i Savoie, 1 566 meter över havet.  
Passet har fått sitt namn efter den optiska telegrafen, som restes lite längre upp på berget 1807. Telegrafen var en del av en kommunikationslänk mellan Paris och Milano. Åren 1885 till 1893 byggdes fästningen Fort du Télégraphe, där den optiska telegrafen stod. Fort du Télégraphe fungerade som en fästning under andra världskriget under den italienska offensiven i Valloire och Valmeiner-området i juni 1940.
Col du Télégraphe är berömt för att Tour de France passerat här. Första gången bergspasset var med i Tour de France var 1911. Först över passet den gången var Émile Georget. Col du Télégraphe används ofta i cykeltävlingssammanhang som tillfartsväg eller nedstigningsväg till Col du Galibier. Stigningen upp från norr har medelstigningen 7,3 procent och maximal stigning är 9,8 procent, nära toppen. 